# Comuna Bilka, Ivanivka
Bilka (în ucraineană Білка) este o comună în raionul Ivanivka, regiunea Odesa, Ucraina, formată din satele Bilka (reședința), Blonske, Cerneahivske, Jovte, Maslove și Șemetove.

## Demografie
Componența lingvistică a comunei Bilka
     Ucraineană (85,06%)
     Rusă (6,5%)
     Română (4,29%)
     Alte limbi (0,64%)
Conform recensământului din 2001, majoritatea populației comunei Bilka era vorbitoare de ucraineană (85,06%), existând în minoritate și vorbitori de rusă (6,5%), română (4,29%) și găgăuză (3,18%).